# BYD F0

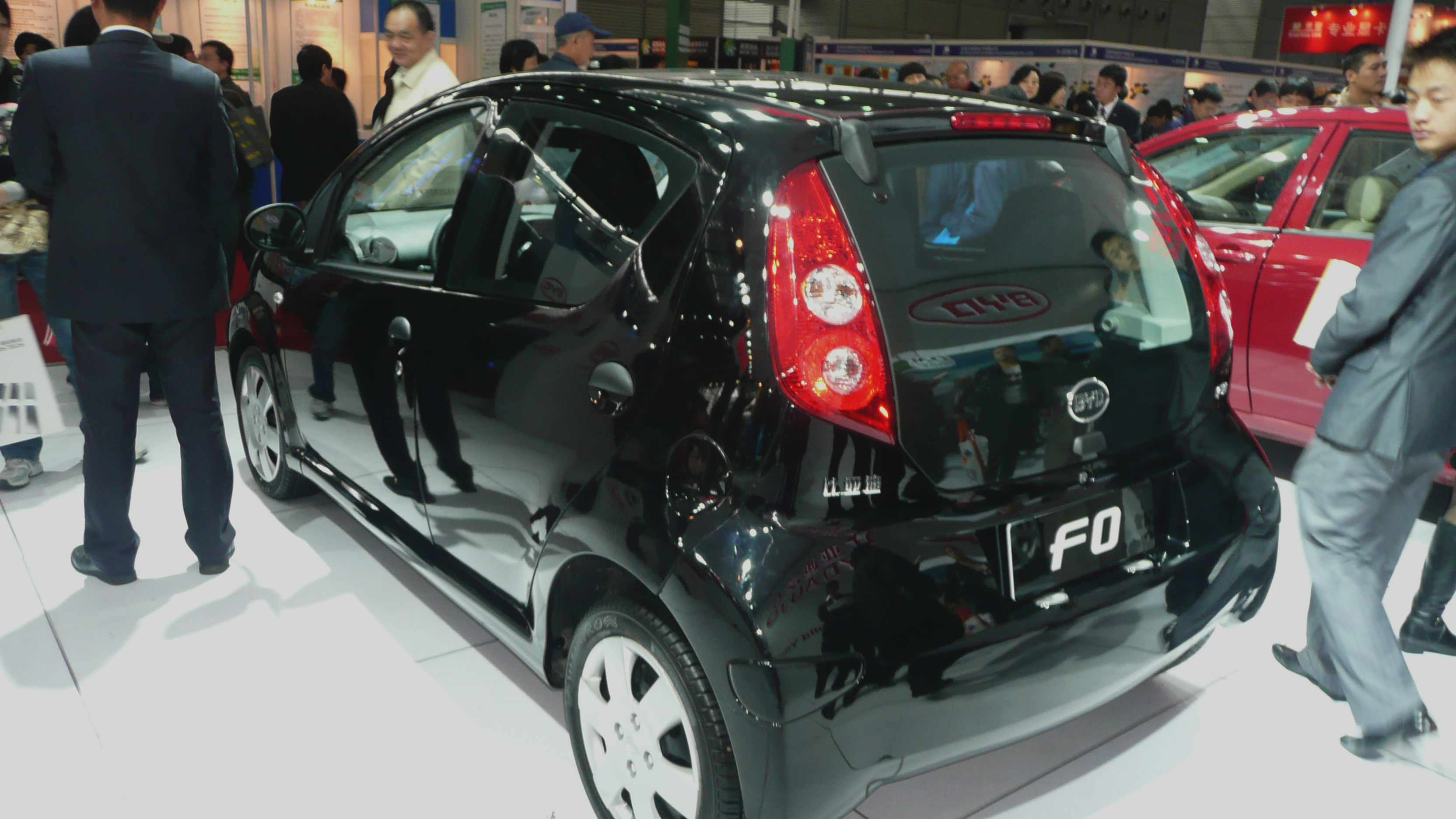
Vista posterior.

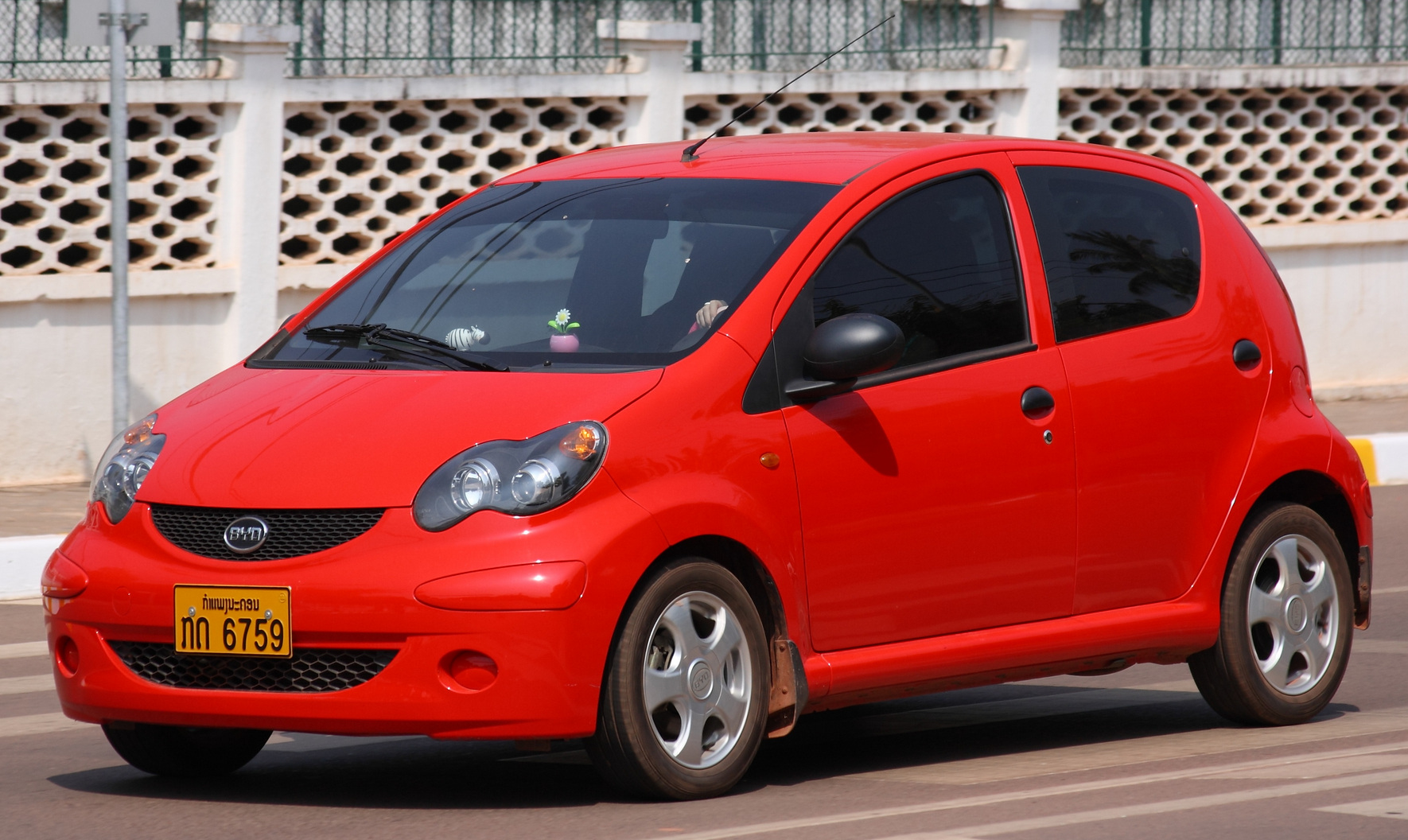
Vista de lado.

El BYD F0 es un automóvil del segmento A, el modelo más pequeño que fabríca la marca china BYD Auto. Se comercializa con una única carrocería de cinco puertas. Su longitud es de 3.460 mm, su ancho es de 1.618 mm, tiene una altura de 1.465 mm y una distancia entre ejes de 2.340 mm. Dimensiones que le sitúan como una clara competencia del Citroën C1, Peugeot 107 y Toyota Aygo, modelos con los que comparte parecido en el diseño y motorización.

## Equipamiento
BYD F0 ofrece un completo equipamiento pero sin elementos de lujo que incluyen (en la versión extra full):
- Doble airbag frontal.
- Frenos delanteros de discos ventilados y traseros de tambor, con ABS (antilock brake system) y EBD (electronic brake distribution).
- Cinturones de seguridad de tres puntos delanteros y traseros exceptuando el cinturón central trasero que es de dos puntos.
- Apoyacabezas delanteros y traseros.
- Aire acondicionado
- Bloqueo central con mando en la llave.
- Radio con CD y entrada auxiliar.
- Faros antiniebla delanteros.
- Luz Antiniebla trasera.
- Trabas de seguridad para niños en las plazas traseras.
- Dirección hidráulica.
- Vidrios eléctricos delanteros.
- Llantas de aleación 14 pulgadas.
- Alarma o aviso de luces encendidas.
- Conexión OBD II debajo del volante.
- Respaldo trasero extraíble.

## Mecánica
Cuenta con un motor de tres cilindros en línea, inyección indirecta y 998 cc que funciona con gasolina sin plomo y desarrolla 68 CV de potencia máxima a 6.000 rpm. El par motor es de 90 Newton metros a 3.600 rpm. Está equipado con caja de cambios manual de cinco velocidades. Su velocidad máxima es de 151 km/h y ofrece un consumo de sólo 4,2 litros cada 100 km (según la fábrica).

## Seguridad
El F0 en su versión latinoamericana más básica recibió una calificación de 0 estrellas para adultos y 1 estrella para niños de Latin NCAP en 2016 (protocolo obsoleto).